# Jeremías predica ante sus seguidores
Jeremías predica ante sus seguidores es un dibujo de género religioso elaborado por el ilustrador francés Gustave Doré cerca de 1866. Fue hecho bajo la técnica de gouache, grafito y carboncillo, con las medidas de 70.4 x 52.6 cm.

## Descripción de la obra
Es una composición triangular en la que la figura central es Jeremías, uno de los cuatro profetas mayores según la tradición cristiana, tiene los brazos levantaos en plegaria, esto delante del Muro de los Lamentos. Al pie de la composición se encuentra un grupo de hebreos con expresiones faciales y corporales de incertidumbre, pues este es un pueblo que ha atravesado y atravesará pasajes trágicos en su historia.
La referencia directa que hace Doré es la invasión de Judá por Nabucodonosor II rey de Babilonia. En este se expulsó a los hebreos de la ciudad tras la conquista del reino de Judá como parte del proceso conocido como Diáspora.